# Bleach (manga)
Bleach (BLEACH ブリーチ?, BLEACH Burīchi) è un manga scritto e disegnato da Tite Kubo. Segue le avventure del giovane Ichigo Kurosaki, il quale riceve accidentalmente poteri da shinigami da Rukia Kuchiki. Oltre ad assumersi l'incarico di difendere gli esseri umani dagli spiriti maligni e di guidare le anime defunte verso l'aldilà, Ichigo viene coinvolto in una serie di scontri tra spiriti, che lo portano a esplorare vari regni dell'aldilà e a scoprire di più sulle proprie origini.
Bleach è stato pubblicato in Giappone sulla rivista Weekly Shōnen Jump dal 7 agosto 2001 al 22 agosto 2016, per un totale di 686 capitoli settimanali, che la casa editrice Shūeisha ha poi raccolto in 74 volumi tankōbon. Dal manga è stata tratta una serie televisiva anime, prodotta dalla Pierrot per la regia generale di Noriyuki Abe. La trasmissione è incominciata il 5 ottobre 2004 su TV Tokyo e la conclusione è avvenuta il 27 marzo 2012, per un totale di 366 episodi, raggruppati in 16 stagioni televisive. Altre opere derivate sono due OAV, quattro film animati, un musical rock, numerosi videogiochi, un gioco di carte collezionabili e due light novel.
Bleach ha riscosso consensi positivi in più parti del mondo, tra cui il Nord America e varie parti d'Europa. Il manga ha venduto finora complessivamente più di 90 milioni di copie in Giappone e 120 nel mondo, diventando anche uno dei manga più venduti negli Stati Uniti. Ha ricevuto inoltre il prestigioso Premio Shōgakukan per i manga nel 2005, e l'anime è stato candidato agli American Anime Awards.

## Ambientazione
In Bleach esistono diversi tipi di razze, tra cui umani e spiriti. Gli umani, normalmente, non sono in grado di vedere gli spiriti, fatta eccezione per una persona ogni 50.000, e solo un terzo di questi può vederli ben distintamente. I Plus sono gli spiriti delle persone morte; essi vengono inviati nella Soul Society dagli Shinigami attraverso il rituale della sepoltura dell'anima (魂葬?, konso). Una volta giunto nella Soul Society, il Plus è in grado di vivere molto più a lungo di un essere umano, nell'ordine delle migliaia d'anni. Gli spiriti generalmente non muoiono se non uccisi, anche se possono perire a causa di malattie. Una volta che l'anima muore nella Soul Society viene mandata nuovamente nel mondo umano per reincarnarsi in un nascituro, mantenendo così l'equilibrio tra i mondi.
Gli Shinigami (死神? lett. "dei della morte") sono delle sorte di psicopompi che conducono le anime dei defunti nella Soul Society. Sono composti da materia spirituale e non possono essere né visti né percepiti da normali esseri umani. Ogni Shinigami possiede una zanpakutō (斬魄刀? lett. "spada mieti-anime"), ovvero una katana che utilizza in combattimento e per svolgere le sue mansioni. Tra proprietario e spada vi è una connessione molto profonda, tanto che ogni arma riflette l'animo e la personalità del proprio utilizzatore. Dopo aver imparato il nome della propria zanpakutō e attraverso esperienza e allenamento, uno Shinigami può sbloccare dei potenziamenti per la propria spada. Il primo è chiamato shikai (始解? lett. "rilascio iniziale") e se attivato, solitamente tramite una formula vocale, cambia l'aspetto della zanpakutō e le conferisce poteri peculiari. Il secondo è il bankai (卍解? lett. "rilascio finale"), che rilascia tutto il potere dell'arma e rappresenta la sua forma finale nonché la personificazione dello spirito che vi risiede all'interno. L'ottenimento e il controllo del bankai sono operazioni molto difficili e pertanto sono limitati agli Shinigami più esperti e con una grande affinità con la propria zanpakutō. Gli Shinigami possono inoltre ricorrere al kidō (鬼道? lett. "patto demoniaco"), una forma di magia dagli usi più diversi che può essere effettuata recitando una formula specifica.
Gli Hollow (ホロウ?, Horō, lett. "vuoti"), sono degli spiriti malvagi che risiedono nell'Hueco Mundo, nati originariamente da spiriti umani abbandonati a loro stessi o attaccati da altri Hollow. Come gli Shinigami, gli Hollow sono composti da materia spirituale, non possono essere individuati da normali esseri umani e si nutrono di anime. Ogni Hollow indossa una maschera più o meno bianca che, se rimossa tramite un processo particolare, permette loro di diventare entità più stabili e potenti chiamate Arrancar (アランカル?, Arankaru). I Quincy (滅却師?, Kuinshi) sono una tribù di esseri umani dotati di poteri spirituali, che combattono gli Hollow e che utilizzano armi composte da energia spirituale che eliminano completamente gli Hollow invece di purificarli come le zanpakutō. La maggior parte dei Quincy è estinta a causa dello sterminio compiuto dagli Shinigami mille anni prima delle vicende narrate. I Vizard (ヴァイザード?, Vaizādo) sono Shinigami che hanno subito un processo di hollowficazione. Create dalla Soul Society tramite il progetto "Spearhead", lo scopo delle anime modificate (改造魂魄?, kaizō konpaku) era quello di dare la caccia agli Hollow utilizzando corpi umani privi d'anima ma con particolari aspetti potenziati, come forza e velocità. I Fullbringer (フルブリンガー?, Furuburingā) sono invece umani che hanno acquisito poteri particolari quando le loro madri sono state attaccate dagli Hollow.

Veduta aerea della Soul Society: al centro il Seireitei, tutt'attorno il Rukongai

Le vicende di Bleach si svolgono nel Giappone moderno, in prossimità di Tokyo, nel quartiere Karakura. Gli spiriti risiedono invece nella Soul Society (尸魂界?, Souru Sosaeti, lett. "Mondo degli spiriti"), una dimensione separata dal mondo dei vivi e somigliante al Giappone del periodo Edo. Consiste, nel nucleo centrale, in un'enorme città cinta da mura che prende il nome di Seireitei (瀞霊廷? lett. "Corte delle anime pure"), e ottanta distretti che la circondano, detti nel loro complesso Rukongai (流魂街? lett. "Città degli spiriti vaganti"). La numerazione di questi distretti fornisce anche un'idea delle relative condizioni sociali. Mentre il primo distretto è il più tranquillo e civile, l'ottantesimo distretto ospita criminali e pessime condizioni. Il Re Spirito e la famiglia reale vivono in una dimensione separata al centro della Soul Society, luogo che può essere aperto solo grazie all'Oken, la chiave regale. L'Hueco Mundo (虚圏?, Weko Mundo, lett. "Mondo inghiottito") costituisce quell'area che si trova tra la Soul Society e il mondo degli umani dove risiedono gli Hollow.
Il Gotei 13 (護廷十三隊?, Goteijūsantai, lett. "Tredici divisioni di protezione") è l'organizzazione militare a protezione della Soul Society alla quale appartiene la maggioranza degli Shinigami introdotti nella storia. Si divide in tredici divisioni, da cui il nome, alcune con una particolare specializzazione. La quarta, ad esempio, è addetta al supporto e alle cure mediche, l'undicesima al combattimento con la spada, la dodicesima alla ricerca scientifica.

## Trama
Ichigo Kurosaki è un giovane dotato dell'abilità di vedere gli spiriti. La sua vita subisce un drastico cambiamento quando una Shinigami di nome Rukia Kuchiki, incrocia il suo cammino in cerca di un Hollow. Durante lo scontro con lo spirito, Rukia rimane gravemente ferita ed è costretta a trasferire parte dei suoi poteri a Ichigo, che accetta la proposta della Shinigami nel tentativo di proteggere i suoi familiari. Tuttavia, durante il processo di trasferimento, qualcosa va storto e Ichigo assorbe tutti i poteri di Rukia, diventando uno shinigami a pieno titolo. Avendo perso i suoi poteri, Rukia rimane bloccata nel mondo dei vivi finché non recupererà le forze. Nel frattempo, Ichigo sostituisce Rukia nei suoi doveri di Shinigami, combattendo gli Hollow e guidando le anime verso il regno dell'aldilà, noto come Soul Society.
Col passare del tempo, i superiori di Rukia vengono a sapere del trasferimento dei poteri, considerato illegale nella Soul Society, e condannano la Shinigami a morte. Nonostante non riesca a impedire che Rukia venga riportata nella Soul Society, Ichigo si appresta a salvare la ragazza, grazie all'aiuto dei suoi compagni di classe Orihime Inoue, Uryū Ishida e Yasutora Sado e degli ex-Shinigami Yoruichi Shihōin e Kisuke Urahara. Giunti nella Soul Society, Ichigo e compagni si battono con l'élite degli Shinigami, potenziandosi nel processo, per raggiungere Rukia prima della sua esecuzione.
Sia l'esecuzione di Rukia, sia il tentativo di salvataggio di Ichigo e compagni, facevano parte del piano di Sōsuke Aizen, un capitano Shinigami, precedentemente creduto morto, che voleva entrare in possesso dell'Hōgyoku, oggetto magico dai grandi poteri. Assieme ad altri due capitani, Gin Ichimaru e Kaname Tōsen, Aizen tradisce i suoi compagni Shinigami e si allea con i più potenti tra gli Hollow, potenziandoli ulteriormente, proprio grazie all'Hōgyoku, e tramutandoli in Arrancar. I capitani traditori prendono residenza nell'Hueco Mundo, la patria degli Hollow, e, grazie all'aiuto dei dieci più potenti esponenti degli Arrancar, gli Espada, rapiscono Orihime allo scopo di attirare Ichigo, i suoi alleati e alcuni degli Shinigami più potenti, lontano dalla città di Karakura, luogo dove Aizen potrà creare la Chiave del Re e avere così accesso alla residenza del Re Spirito per ucciderlo.
A Karakura i capitani traditori, i tre Espada più potenti e i loro sottoposti, scoprono che la città è stata sostituita con una copia e che un grande contingente di Shinigami è sul posto per sbarragli la strada. Gli ultimi rimasti in piedi dopo lo scontro tra Shinigami ed Espada sono Aizen e Ichigo, che nel frattempo è riuscito a tornare dall'Hueco Mundo. Ichigo e Aizen incominciano a combattere nella falsa Karakura e Ichigo si rivela subito molto più debole dell'ex capitano. Dopo essersi allenato con il padre, e aver appreso il Getsuga Tenshō Finale, lo scontro riprende nella vera città di Karakura, dove Ichigo ha facilmente la meglio su Aizen che viene poi sigillato e trasportato nel Seireitei grazie a Urahara. Qui viene condannato a una pena detentiva di ventimila anni. Ichigo intanto ritorna alla sua vita avendo perso i poteri da Shinigami.
Diciassette mesi dopo lo scontro con Aizen, un'organizzazione formata da Fullbringer, nota come Xcution, contatta Ichigo con l'intenzione di aiutarlo a riguadagnare i suoi poteri da shinigami. Esso tuttavia si rivela un inganno per rubargli i poteri da Fullbringer, sviluppatisi a seguito del suo addestramento per riottenere i poteri da shinigami. tuttavia il ritorno di Rukia e degli altri Shinigami permette a Ichigo di riottenere i suoi poteri, e sconfiggere il leader dell'organizzazione, Kūgo Ginjō. Dopo questo, Ichigo torna a essere il Sostituto Shinigami a Karakura. Successivamente, un gruppo di Quincy sopravvissuto al precedente massacro, denominato Vandenreich e al comando di Yhwach, dichiara guerra alla Soul Society. La prima battaglia vedrà uscire vincitore Yhwach e i Quincy, che dopo aver ucciso Yamamoto si ritirano. Solo dopo un lungo allenamento da parte di Ichigo e alcuni capitani/vice capitani del Gotei 13, le sorti della guerra cambieranno a favore della Soul Society, e alla fine, grazie all'aiuto di Aizen e Ishida, Ichigo riuscirà a sconfiggere Yhwach.

## Personaggi
- Ichigo Kurosaki (黒崎一護?, Kurosaki Ichigo) è il protagonista della serie; ha dei corti capelli a punta arancione, per i quali veniva spesso picchiato dai suoi stessi compagni di scuola, per questo ha dovuto sviluppare una grande forza e resistenza fisica. È un ragazzo particolare, che grazie al padre ex-Shinigami, possiede l'abilità di vedere gli spiriti dei defunti, che spesso aiuta e riconduce nell'aldilà. A seguito dell'incontro con la Shinigami Rukia Kuchiki, Ichigo diventerà egli stesso uno Shinigami, il cui compito è quello di ricondurre gli spiriti alla Soul Society. Il nome della sua spada è Zangetsu.
- Rukia Kuchiki (朽木ルキア?, Kuchiki Rukia) è la co-protagonista e una Shinigami. La sua vita viene stravolta dopo l'incontro con Ichigo, il quale diverrà Shinigami al suo posto per salvare la sua famiglia dall'attacco di un Hollow. Rukia si troverà così costretta ad assistere il nuovo dio della morte nel suo lavoro, disobbedendo alle leggi del suo mondo. La sua spada è Sode no Shirayuki.
- Orihime Inoue (井上織姫?, Inoue Orihime) è una compagna di classe di Ichigo e Rukia. Ha vissuto fin da piccola col fratello, morto tre anni prima dell'inizio della storia. Non si sa se i genitori siano ancora vivi. Al momento vive da sola, grazie all'aiuto di alcuni parenti. Ha la strana abitudine di cucinare cibi stranissimi, mischiando dolce e salato.
- Uryū Ishida (石田雨竜?, Ishida Uryū) è un compagno di classe di Ichigo e Rukia e uno degli ultimi Quincy rimasti. Dal giorno in cui il suo maestro, nonché nonno, fu ucciso a causa di un ritardo nell'intervento degli Shinigami, Uryū odia tutti gli Shinigami. Il suo modo di parlare è piuttosto drammatico ed è un tipo solitario.
- Yasutora Sado (茶渡泰虎?, Sado Yasutora), chiamato Chad (チャド?, Chado), è un compagno di classe di Ichigo e Rukia, nonché migliore amico di Ichigo, un tipo solitario e molto forte. Nato in Giappone e persi i genitori a soli 6 anni, viene affidato a suo nonno che vive in Messico. Arrabbiato con il mondo intero, fa a pugni con tutti, finendo spesso nei guai; sarà poi il nonno a insegnargli come è giusto che usi la sua forza, decidendo in seguito di utilizzarla solo in difesa di altri, e mai per sé stesso. Possiede un Fullbring, che perfezionerà nel corso del tempo.
- Renji Abarai (阿散井 恋次?, Abarai Renji) è il luogotenente della Sesta Divisione del Gotei 13, all'inizio nemico di Ichigo, ma col passare del tempo si rivolterà contro la Soul Society, per salvare Rukia, e inoltre aiuterà Ichigo nel suo addestramento per apprendere il bankai. In seguito, lo aiuterà sia nello scontro con gli Espada che in quello contro i Fullbringer. La sua spada è Zabimaru.

## Produzione

Logo della serie

Bleach è nato dal desiderio di Tite Kubo di disegnare shinigami in kimono, che ha gettato le basi per il design degli shinigami all'interno della serie e alla creazione di Rukia Kuchiki, il primo personaggio creato. La storia iniziale è stata presentata al Weekly Shōnen Jump poco dopo la cancellazione del manga precedente di Kubo Zombie Powder. Inizialmente, l'autore non pensava di ottenere un successo tale da superare i cinque anni di serializzazione. Le prime idee per la storia non includevano la struttura gerarchica della Soul Society, ma avevano già previsto dei personaggi ed elementi che non vennero introdotti nella storia fino alla saga degli Arrancar. La serie si doveva intitolare inizialmente "Black" a causa del colore degli abiti degli shinigami. Kubo provò poi con il nome "White", ma si affezionò al titolo Bleach per la sua associazione con il colore bianco e perché non era troppo banale.
Il processo creativo del manga ruota attorno al character design dei personaggi. Quando deve scrivere delle nuove linee narrative o se in difficoltà nel generare nuovo materiale, Kubo comincia a ideare nuovi personaggi, fino a dieci per volta, e a rileggere i volumi precedenti. Kubo ha affermato di divertirsi a creare personaggi con aspetto che non rispecchia la loro vera natura - un elemento che si ritrova in molti protagonisti di Bleach - dal momento che è "attratto da persone con questa apparente contraddizione" e ha il "desiderio di disegnare i personaggi così" quando lavora. L'autore considera ogni personaggio unico e si sforza di sviluppare ognuno di loro con il proseguire della serie. La terminologia utilizzata nel manga ha una varietà di ispirazioni, con ogni razza di personaggi a cui è attribuito un diverso e specifico tema linguistico. Molti dei nomi delle zanpakuto e dei kido usati dagli shinigami prendono ispirazione dalla letteratura giapponese antica. Gli Hollow e gli Arrancar sono associati a termini spagnoli, perché la lingua gli sembrava "seducente e suadente". Il fullbring dei Fullbringer è invece ispirato al vocabolario inglese. Infine sia i Quincy sia i Bount utilizzano dei termini ispirati alla lingua tedesca.
Nel realizzare le scene di combattimento, Kubo ha rivelato di immaginarsi gli scontri con sfondo vuoto e poi cerca di trovare la migliore inquadratura per disegnarlo. Inoltre cerca di rendere le ferite molto realistiche per cercare di veicolare ai lettori il dolore dei personaggi. Kubo ha menzionato che a volte si annoia a illustrare le tavole, e per renderle più divertenti aggiunge delle battute. Quando gli è stato chiesto di chiarire i rapporti romantici tra alcuni personaggi, Kubo ha risposto che non vuole far diventare la serie una storia d'amore, dato che pensa che ci siano aspetti della loro personalità, più interessanti. Nell'edizione numero 10 del 2012 di Weekly Shōnen Jump è stato annunciato che Bleach è entrato nell'ultimo arco narrativo, che porterà a conclusione la storia. Sul numero 31 del 2016 di Weekly Shōnen Jump fu reso noto che la conclusione della serie manga era oramai imminente e con l'uscita del volume 73 fu annunciato che l'ultimo volume tankobon sarebbe stato il 74.
Come regista per la serie TV anime è stato scelto Noriyuki Abe, mentre la sceneggiatura è stata fatta da Masashi Sogo. L'animazione e il character design sono stati curati da Masashi Kudo, con l'assistenza di Satoshi Taniguchia e un gruppo di animatori tra cui Hiroki Abe, Makoto Ito, Masami Tanaka, Natsuko Suzuki, Rie Hirakawa e Yuki Nakashima. Durante la produzione e trasmissione dei primi 167 episodi il rapporto adottato era 4:3; per le puntate dalla 168 alla 366, invece, si adottò il formato 16:9 wide screen. Kubo ha ammesso che il suo stile si è modificato nel corso della pubblicazione del manga e si è affinato e ha raggiunto il suo tratto definitivo solo dopo la presa visione dell'anime. Come esempio dell'influenza del lavoro di Masashi Kudo (il character designer dell'anime) sul suo stile, Kubo ha citato il fatto che non disegna più i capelli che crescono dietro alle orecchie dei personaggi.

### Riferimenti culturali
Kubo ha citato come fonti d'ispirazione per Bleach altre serie manga, musica, lingue straniere, architettura e film. Egli attribuisce il suo interesse nel disegnare il soprannaturale e i mostri a GeGeGe no Kitarō di Shigeru Mizuki e l'attenzione alle armi e alle scene di combattimento di Bleach a I Cavalieri dello zodiaco di Masami Kurumada, che Kubo apprezzava da bambino. Le scene d'azione e la narrazione si ispirano al cinema, anche se Kubo non ha rivelato nessun film in particolare come ispirazione. Kubo ha anche dichiarato che desidera rendere Bleach un'esperienza che si può vivere solo leggendo il manga e ha escluso la possibilità di creare un adattamento live action della serie.
Kubo, grande appassionato di musica (specialmente rock) e cinema, non manca di inserire riferimenti a personaggi che interessano il mondo della musica o del cinema. Lo stesso titolo, può essere considerato come un riferimento all'omonimo album dei Nirvana, insieme con tanti altri titoli di capitoli che rievocano brani celebri, come ad esempio Back in Black, presente nel volume 8. Vengono inoltre citati anche Mike Ness, leader dei Social Distortion, Chad Smith, Paul Bostaph e i Coldplay. Nel capitolo 446, viene usato un Fullbring chiamato Invaders Must Die, il cui nome è anche il titolo di una canzone dei The Prodigy.

## Media

### Manga
Bleach è stato serializzato in Giappone dal 7 agosto 2001 al 22 agosto 2016 sulla rivista Weekly Shōnen Jump della casa editrice Shūeisha. I singoli capitoli sono stati poi raccolti in 74 volumi formato tankōbon, ognuno dei quali contiene un poema dedicato al personaggio di copertina. Il primo albo è stato pubblicato il 5 gennaio 2004, mentre l'ultimo il 4 novembre 2016. I titoli dei capitoli dell'opera sono scritti per la maggior parte in inglese, con simboli katakana sopra alle parole per indicare la lettura in giapponese. Inoltre alcuni capitoli, che trattano eventi precedenti alla trama principale, sono stati pubblicati con un numero negativo. A partire dal 19 ottobre 2012, la Shūeisha ha ripubblicato i primi 43 volumi dell'opera in un'edizione formato ebook interamente a colori. In occasione del ventesimo anniversario della serie, un nuovo capitolo speciale da 73 pagine realizzato da Kubo è stato pubblicato il 10 agosto 2021 su Weekly Shōnen Jump.
In Italia il manga è pubblicato dalla Panini Comics sotto l'etichetta Planet Manga. Il primo volume è stato messo in commercio l'11 maggio 2006 e i successivi sono stati pubblicati a cadenza mensile, diventata bimestrale dal numero 31. Una ristampa intitolata Bleach Manga Gold è stata pubblicata sempre da Panini Comics a partire dal 23 aprile 2009, in un'edizione disponibile anche con sovraccoperta.
L'opera è pubblicata anche in Francia, da giugno 2003 da Glénat, in Brasile, da gennaio 2004 da Panini Comics, negli Stati Uniti, da giugno 2004 da Viz Media, nel Regno Unito, da ottobre 2004 da Manga Entertainment, in Germania, da aprile 2006 da Tokyopop, in Spagna, da giugno 2006 da Editores de Tebeos, in Canada da Viz Media, in Australia da Madman Entertainment, a Singapore da Chuang Yi e in Messico da Grupo Editorial Vid.

### Anime

Copertina del primo Blu-ray dell'edizione italiana di Bleach.

Una serie televisiva anime di Bleach è stata prodotta dalla Pierrot e diretta da Noriyuki Abe. Essa è andata in onda in Giappone dal 5 ottobre 2004 sull'emittente televisiva TV Tokyo e si è conclusa il 27 marzo 2012, per un totale di 366 episodi divisi in sedici stagioni. Tite Kubo ha prestato il suo aiuto, curando in parte il design dei personaggi della serie animata. La serie TV presenta molti episodi originali rispetto al manga, e si conclude con il 366º episodio senza un vero e proprio finale, poiché di fatto non traspone la fine del manga, all'epoca ancora in fase di pubblicazione. Oltre alle puntate riempitive vi sono altre differenze fra le due opere, che si possono riassumere nella diminuzione della violenza, l'allungamento di alcuni combattimenti e l'eliminazione di aneddoti su personaggi minori.
Nel febbraio 2021 viene resa nota l'acquisizione dei diritti per un'edizione in italiano da parte di Dynit, che viene resa disponibile sulla piattaforma streaming Prime Video dal 26 aprile 2021 al 25 luglio 2022 e pubblicata per l'home video dal 3 novembre dello stesso anno.
In occasione del ventesimo anniversario dell'opera è stata annunciata la produzione di un seguito per la serie animata, che andrà a coprire i volumi del manga non ancora adattati. Il primo cour è stato trasmesso in Giappone dal 10 ottobre 2022 al 27 dicembre 2022, mentre il secondo dall'8 luglio 2023. Il 3 ottobre Viz Media ha annunciato che la serie sarebbe stata trasmessa in esclusiva su Hulu negli Stati Uniti e su Disney+ a livello internazionale. Il doppiaggio italiano è stato eseguito con lo stesso staff della  precedente serie sempre per conto della Dynit, che si occuperà della distribuzione home video nel 2024. In Italia il primo cour è stato pubblicato il 5 luglio 2023, mentre il secondo in contemporanea col Giappone.

#### Musiche
La colonna sonora dell'anime e dei film d'animazione di Bleach è stata composta da Shirō Sagisu e raccolta e pubblicata in 11 CD da Aniplex. Bleach Original Soundtrack 1 è stata pubblicata il 18 maggio 2005 e contiene 25 tracce, tra cui la prima sigla di apertura e la prima di chiusura. Il 2 agosto 2006 ha fatto seguito Bleach Original Soundtrack 2, con 23 tracce strumentali. Bleach Original Soundtrack 3 è stato messo in vendita dal 5 novembre 2008, con 27 brani strumentali. Altre 30 tracce strumentali sono state pubblicate con il cd Bleach Original Soundtrack 4 il 16 dicembre 2009. Bleach: Memories of Nobody Original Soundtrack è stato pubblicato con 25 tracce dal film Bleach: Memories of Nobody; seguito da Bleach: The DiamondDust Rebellion Original Soundtrack, con 29 tracce del film Bleach: The DiamondDust Rebellion; seguito da Bleach: Fade to Black Original Soundtrack con 29 brani di Gekijō-ban Bleach: Fade to Black - Kimi no na o yobu; a cui ha fatto seguito Bleach: Hell Verse Original Soundtrack, contenente 21 brani di Gekijō-ban Bleach: Jigoku-hen. Bleach: The Best e Bleach: Best Tunes, pubblicati il 17 dicembre 2008, contengono ognuno 12 delle sigle di apertura e di chiusura della serie in versione estesa.
Sono state utilizzate 15 sigle di apertura e 30 sigle di chiusura:
| Episodi         | Sigla di apertura                                         | Sigla di chiusura |
| --------------- | --------------------------------------------------------- | --- |
| Puntate 1-25    | Asterisk (＊～アスタリスク～?) degli Orange Range         | 1-13: Life is Like a Boat di Rie Fu 14-25: Thank You!! (サンキュー!!?, Sankyū!!) dei Home Made Kazoku                                                          |
| Puntate 26-51   | D-tecno Life degli Uverworld                              | 26-38: Hōkiboshi (ほうき星?) di Younha 39-51: Happy People degli Skoop on Somebody                                                                             |
| Puntate 52-74   | Ichirin no hana (一輪の花?) degli High and Mighty Color   | 52-63: Life di Yui 64-74: My Pace (マイペース?, Mai pēsu) dei SunSet Swish                                                                                     |
| Puntate 75-97   | Tonight, Tonight, Tonight dei Beat Crusaders              | 75-86: Hanabi (はなび?) degli Ikimono Gakari 87-97: MOVIN!! dei Takacha                                                                                        |
| Puntate 98-120  | Rolling Star di Yui                                       | 98-109: Baby It's You di June 110-120: Sakura Biyori (桜日和?) di Mai Hoshimura                                                                                |
| Puntate 121-143 | Alones degli Aqua Timez                                   | 121-131: Tsumasaki (爪先?) degli Ore Ska Band 132-143: Daidai (橙?) dei Chatmonchy                                                                             |
| Puntate 144-167 | After Dark (アフターダーク?) dei Asian Kung-Fu Generation | 144-154: Tane wo maku hibi (種をまく日々?) di Kousuke Atari 155-167: Kansha. (感謝。?) dei Real Street Project                                                 |
| Puntate 168-189 | Chu-Bura di Kelun                                         | 168-179: Orange (オレンジ?, Orenji) delle Lil'B 180-189: Gallop (ギャロップ?, Gyaroppu) di pe'zmoku                                                            |
| Puntate 190-214 | Velonica degli Aqua Timez                                 | 190-201: Hitohira no Hanabira (ヒトヒラのハナビラ?) degli Stereopony 202-214: Sky Chord ~Otona ni Naru Kimi he~ (Sky Chord 〜大人になる君へ〜?) di Shion Tsuji |
| Puntate 215-242 | Shōjo S delle Scandal                                     | 215-229: Kimi wo Mamotte, Kimi wo Aishite (君を守って君を愛して?) dei Sambomaster 230-242: Mad Surfer di Kenichi Asai                                          |
| Puntate 243-265 | Anima Rossa (アニマロッサ?) dei Porno Graffitti           | 243-255: Sakurabito (さくらびと?) dei SunSet Swish 256-265: Tabidatsu Kimi e (旅立つキミへ?) di RSP                                                            |
| Puntate 266-291 | Change di Miwa                                            | 266-278: Stay Beautiful di Diggy-MO' 279-291: Echoes degli Universe                                                                                            |
| Puntate 292-316 | Ranbu no Melody (乱舞のメロディ?) dei Sid                 | 292-303: Last Moment degli Spyair 304-316: Song For... dei ROOKiEZ is PUNK'D                                                                                   |
| Puntate 317-342 | Blue dei Vivid                                            | 317-329: Aoi Tori (アオイトリ?) di Fumika 330-342: Haruka Kanata (遥か彼方?) degli UNLIMITS                                                                    |
| Puntate 343-366 | Harukaze delle Scandal                                    | 343-354: Re:pray di Aimer 355-366: Mask degli Aqua Timez |

### OAV
Esistono due OAV di trenta minuti ciascuno che riguardano l'universo di Bleach. Il primo, Bleach Jump Festa 2004 Anime Tour: Memories in the Rain, è stato mostrato in Giappone durante lo show "Japan at the Jump Festa 2004 Anime Tour" e in seguito pubblicato su DVD. Esso funge da episodio pilota della serie e approfondisce il rapporto tra Ichigo e sua madre. Tite Kubo doppia Kon per pochi secondi, poi ritorna il doppiatore originale Mitsuaki Madono.
Il secondo OAV è intitolato Bleach Jump Festa 2005 Anime Tour: The Sealed Sword Frenzy ed è stato trasmesso durante lo show "Jump Festa 2005 Anime Tour". Esso si colloca temporalmente dopo gli avvenimenti della saga della Soul Society. Baishin, che era stato sigillato dalla Soul Society tempo addietro, è ora libero sulla Terra. Un casuale incontro con Ichigo risucchia la sua potenza spirituale. Rukia, Renji, e gli shinigami arrivano dalla Soul Society per dargli una mano e fermare il nemico. L'illustrazione della copertina fu eseguita da Tite Kubo, ma non conoscendo il nemico principale, lo disegnò di spalle.

### Film
Sono stati realizzati quattro lungometraggi anime ispirati a Bleach, tutti diretti da Noriyuki Abe, regista della serie TV. Ogni film presenta una storia originale e personaggi inediti, disegnati personalmente da Tite Kubo; contrariamente alla pratica comune, che vede l'autore originale poco coinvolto nella realizzazione di film derivati.
Bleach: Memories of Nobody (劇場版BLEACH MEMORIES OF NOBODY?, Gekijō ban burīchi memorīzu obu nōbadi) è uscito in Giappone il 16 dicembre 2006 ed è incentrato sulle attività di alcuni shinigami esiliati dalla Soul Society, che cercano di distruggere il mondo degli spiriti e dei vivi. Il film è stato pubblicato in Italia in DVD dall'editore Kazé a partire dal 3 novembre 2010. Il secondo film, Bleach: The DiamondDust Rebellion (劇場版BLEACH The DiamondDust Rebellion もう一つの氷輪丸?, Gekijō ban burīchi za daiamondodasuto riberion mō hitotsu no hiyourinmaru), è uscito in Giappone il 22 dicembre 2007. La storia vede il capitano della decima divisione, Tōshirō Hitsugaya, alle prese con il tentativo di recuperare un artifatto appartenente al re della Soul Society, sottratto mentre era sotto la sua custodia. È stato pubblicato in Italia in DVD e Blu Ray da Kazé a partire dal 24 agosto 2011.
Il terzo film si intitola Gekijō-ban Bleach: Fade to Black - Kimi no na o yobu (劇場版BLEACH Fade to Black 君の名を呼ぶ?) ed è uscito in Giappone il 13 dicembre 2008. Nel lungometraggio i membri della Soul Society sono colpiti da amnesia, causata dall'infezione di un Hollow parassitico, che fa loro perdere la memoria e i ricordi connessi a Ichigo e Rukia. Gekijō-ban Bleach: Jigoku-hen (劇場版BLEACH 地獄篇?), il quarto film, è uscito in Giappone il 4 dicembre 2010.
La casa di produzione cinematografica statunitense Warner Bros. ha acquistato i diritti del manga con l'intenzione di realizzarne un film live action. Il film omonimo è disponibile su Netflix.

### Musical
Bleach è stato adattato in una serie di musical rock, intitolata Rock Musical Bleach e prodotta dalla Pierrot e Nelke Planning. Sono stati realizzati sei musical, che coprono gli avvenimenti delle saghe del Sostituto Shinigami e della Soul Society, e tre spettacoli aggiuntivi, intitolati Live Bankai Show, che non seguono le vicende del manga. La prima rappresentazione è stata eseguita dal 17 al 28 agosto 2005 allo Space Zero Tokyo Center a Shinjuku.
I musical sono diretti da Takuya Hiramitsu, con la sceneggiatura di Naoshi Okumura e le musiche di Shoichi Tama. Le canzoni sono originali e non sono state riprese dalla colonna sonora della serie anime. Tra gli attori si segnalano Tatsuya Isaka nei panni di Ichigo Kurosaki, Miki Satō che interpreta Rukia Kuchiki e Eiji Moriyama nelle vesti di Renji Abarai.

### Giochi e videogiochi
Al pari di altre serie manga e anime di successo, sono stati prodotti numerosi videogiochi su Bleach per diversi tipi di console. La maggior parte segue da vicino le vicende della serie originale, ma alcuni se ne discostano e presentano storie e personaggi inediti. Tra le tipologie di giochi presenti vi sono picchiaduro, videogiochi d'azione e di ruolo. Tutti i giochi che utilizzano le piattaforme Sony sono stati sviluppati da Sony Computer Entertainment, mentre i giochi per le console Nintendo sono stati sviluppati e distribuiti da SEGA e quelli per Nintendo DS sono stati prodotti da Treasure. Tutti i videogiochi sono stati diffusi soltanto in Giappone, tranne i titoli Bleach: The Blade of Fate, Bleach: Dark Souls, Bleach: The 3rd Phantom, Bleach: Shattered Blade e Bleach: Soul Resurrección, che sono stati tradotti e distribuiti negli Stati Uniti e in Europa.
Bleach conta anche un gioco di carte collezionabili, intitolato Bleach Soul Card Battle e prodotto dalla società giapponese Bandai. La prima espansione, The Death And The Strawberry, è stata pubblicata in Giappone nel 2004 e la serie ne conta attualmente 21. Sviluppato da Aik Tongtharadol, Bleach Soul Card Battle è un gioco in cui due giocatori si scontrano con un mazzo di almeno 60 carte ognuno e vince il primo che riesce a far scendere a zero i punti dell'avversario. Le carte del gioco si dividono in sei tipi: carte guardiano, energia, personaggio, oggetti, arena ed evento.
Bleach Soul Card Battle è stato importato negli Stati Uniti da Score Entertainment nel maggio del 2007, ma la pubblicazione è stata interrotta nell'aprile del 2009, appena prima dell'uscita della settima espansione Bleach Infiltration. Questa cancellazione è stata imputata alla grande recessione, che ha influenzato notevolmente le vendite del prodotto.
I personaggi di Bleach compaiono anche in alcuni videogiochi crossover, come ad esempio J-Stars Victory Vs, dove compaiono Ichigo, Rukia e Aizen, e Jump Force, dove compaiono sempre Ichigo, Rukia e Aizen più Renji, Tōshirō, Grimmjow e Yoruichi.

### Light novel
L'opera è stata adattata in diverse light novel pubblicate da Shūeisha. Le prime due, intitolate Bleach Letters From The Other Side e Bleach The Honey Dish Rhapsody, furono scritte e illustrate da Tite Kubo e Makoto Matsubara. Vennero pubblicate in Giappone rispettivamente il 15 dicembre 2001 e il 30 ottobre 2006. Entrambi i volumi sono stati pubblicati in Italia dalla Panini Comics, rispettivamente il 5 novembre 2009 e il 4 marzo 2010. Nel 2017 Tite Kubo e Ryōgo Narita pubblicarono il romanzo Bleach: Can't Fear Your Own World, suddiviso in tre volumi. In Italia il primo volume venne pubblicato da Panini Comics il 20 settembre 2018 e i restanti nel corso del 2021.

### Artbookedatabook
Un artbook di Bleach, intitolato Bleach: All Colour But The Black (BLEACHイラスト集 All Colour But The Black?), è stato pubblicato in Giappone il 4 dicembre 2006. Il tomo raccoglie una serie di illustrazioni colorate dai primi 19 volumi del manga, oltre a disegni inediti e commenti dell'autore. In Italia è stato pubblicato da Panini Comics il 18 settembre 2008.
Sono stati pubblicati anche cinque databook sulla serie. I primi due Bleach: Official Character Book SOULs. (BLEACH―ブリーチ― OFFICIAL CHARACTER BOOK SOULs．?) e Bleach: Official Animation Book VIBEs. (BLEACH―ブリーチ― OFFICIAL ANIMATION BOOK VIBEs．?), sono usciti il 3 febbraio 2006. Il terzo databook, Bleach Official Bootleg: KaraBuri+ (BLEACH OFFICIAL BOOTLEG カラブリ プラス?), è stato pubblicato il 3 agosto 2007. Aggiunta alle guide sui personaggi e ad articoli sugli aspetti della serie, il volume contiene anche i vari Tsuredure nichijou ekotoba karafuru buriichi (徒然日常絵詞 カラフル ブリーチ?), fumetti brevi che erano apparsi precedentemente sulla rivista V Jump e che rivelano maggiori dettagli sulla vita quotidiana dei protagonisti di Bleach.
Bleach: Official Character Book 2: MASKED (BLEACH―ブリーチ― OFFICIAL CHARACTER BOOK 2 MASKED?) è stato messo in commercio dal 4 agosto 2010. L'albo presenta dati e informazioni sugli arrancar e sui vizard, comparsi fino al volume 37. Un quinto volume, intitolato Bleach: Official Character Book 3: UNMASKED (BLEACH―ブリーチ― OFFICIAL CHARACTER BOOK 3 UNMASKED?), è stato pubblicato il 3 giugno 2011 e copre il materiale fino al volume 48.

## Accoglienza
Al maggio del 2007 erano state vendute 40 milioni di copie di Bleach, rendendola la 14ª serie per numero di vendite del Weekly Shōnen Jump. Per febbraio 2012 il numero di copie vendute ha oltrepassato i 78 milioni, con cui la serie è salita al sesto posto nella classifica di vendite della rivista, vendite che hanno raggiunto gli 82 milioni di copie nel 2013. Nel 2005 Bleach è stato insignito del Premio Shōgakukan per i manga nella categoria shōnen. Anche in Nord America le vendite sono state alte, con più di 1,2 milioni vendute in totale. In un'intervista del 2010, Gonzalo Ferreyra, il vice presidente del dipartimento vendite e marketing di Viz Media, ha incluso Bleach nei sei titoli che continuano a oltrepassare le aspettative, nonostante un mercato dei manga sempre più in difficoltà. L'edizione in lingua inglese del manga è stata candidata come miglior manga e miglior tema all'edizione 2007 degli American Anime Awards, senza vincere in nessuna delle due categorie. In una classifica pubblicata da TV Asahi sugli anime più popolari del 2006 e basata su un sondaggio on-line, Bleach si piazzò al settimo posto; mentre nel 2005 occupava solo la 42ª posizione.
Nel sondaggio Manga Sōsenkyo 2021 indetto da TV Asahi, 150 000 persone hanno votato la loro top 100 delle serie manga e Bleach si è classificata al 23º posto.

### Merchandising
In America la Viz Media ha comprato i diritti per il merchandising per la distribuzione sul territorio nazionale, rivendendo i diritti a differenti società. In Italia è possibile attraverso siti di importazione direttamente dal Giappone reperire oggetti quali portachiavi, cinturini, action figure, gashapon e calendari.